# Josef Geiger (Politiker, 1852)
Josef Geiger (* 23. Februar 1852 in Weißen; † 16. August 1929 in München [nach anderen Quellen: † 12. Februar 1912 oder 12. März 1912]) war ein deutscher Gutsbesitzer, Großhändler und Mitglied des Bayerischen Parlaments und des Deutschen Reichstags.

## Leben
Geiger besuchte im Anschluss an die Volksschule zwei Jahre die Lateinschule in Marktoberdorf, damals „Markt Oberdorf“. Im Jahr 1877 war er Inhaber eines Käse- und Buttergeschäfts („Käs-Geiger“), danach Großhändler in einer Molkerei. Für den Export der Milchprodukte benötigte Geiger Holzkisten, die er bald selbst im eigenen Sägewerk produzierte. Geiger wurde zudem Gutsbesitzer in Markt Oberdorf. In dieser Zeit hatte er verschiedene kommunale und landwirtschaftliche Ehrenämter inne, er war unter anderem Mitglied des landwirtschaftlichen Bezirksausschusses. Ab 1881 war er Gemeindeverordneter in Markt Oberdorf, ab 1882 Mitglied der Gemeindeverwaltung und ab 1900 Distriktsrat.
Am 16. März 1900 rückte Geiger dem verstorbenen Abgeordneten Eduard Gschwender nach und war bis zum 23. März 1907 Mitglied der Kammer der Abgeordneten des Bayerischen Landtags. Am 7. Juni 1905 rückte er dem verstorbenen Abgeordneten Karl Linder (1849–1905) nach und war bis Januar 1907 Mitglied des Deutschen Reichstags für den Wahlkreis Schwaben 5 (Kaufbeuren, Mindelheim, Oberdorf, Füssen) und die Deutsche Zentrumspartei.
Josef Geiger hatte fünf Kinder: Mathilde Forster, Cilly Maurer, Lina Hindelang, Josef Geiger jun. (1883–1947) und Hans Geiger.
Sohn Josef Geiger führte das Käsegeschäft weiter, der jüngste Sohn Hans Geiger übernahm das Sägewerk (Holz-Geiger) in Marktoberdorf. Im Rahmen der Strukturveränderungen wurde das Käsegeschäft im Jahr 1976 verkauft. Das Sägewerk wurde 1986 geschlossen.